# Aphonopelma mojave
Espèce
Aphonopelma mojave est une espèce d'araignées mygalomorphes de la famille des Theraphosidae.

## Distribution
Cette espèce est endémique des États-Unis. Elle rencontre dans le Sud de la Californie, au Nevada et dans l'extrême Sud-Ouest de l'Utah.

## Description

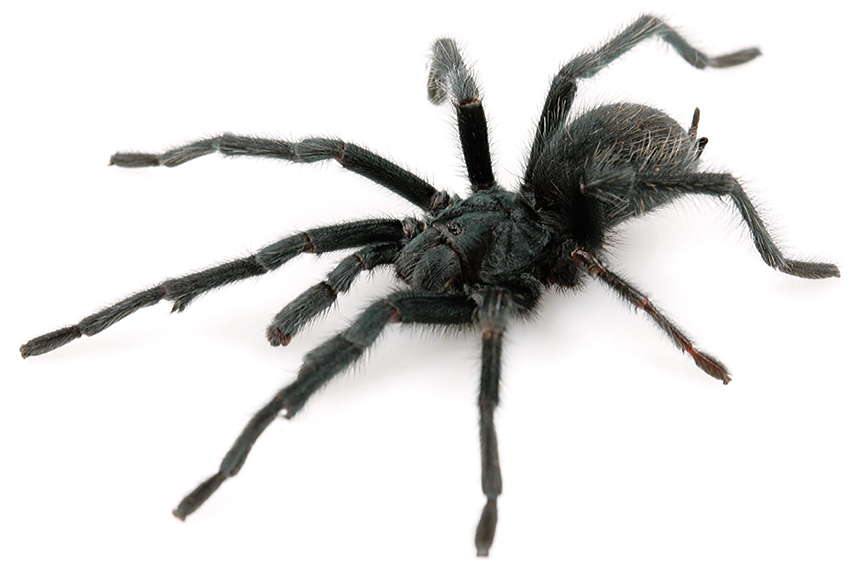
Aphonopelma mojave mâle

Le mâle holotype mesure 19,70 mm et la femelle paratype 26,40 mm.

## Étymologie
Son nom d'espèce lui a été donné en référence au lieu de sa découverte, le désert des Mojaves.

## Publication originale
- Prentice, 1997 : Theraphosidae of the Mojave Desert West and North of the Colorado River (Araneae, Mygalomorphae, Theraphosidae). Journal of Arachnology, vol. 25, p. 137–176 (texte intégral).